# Klobouky u Brna

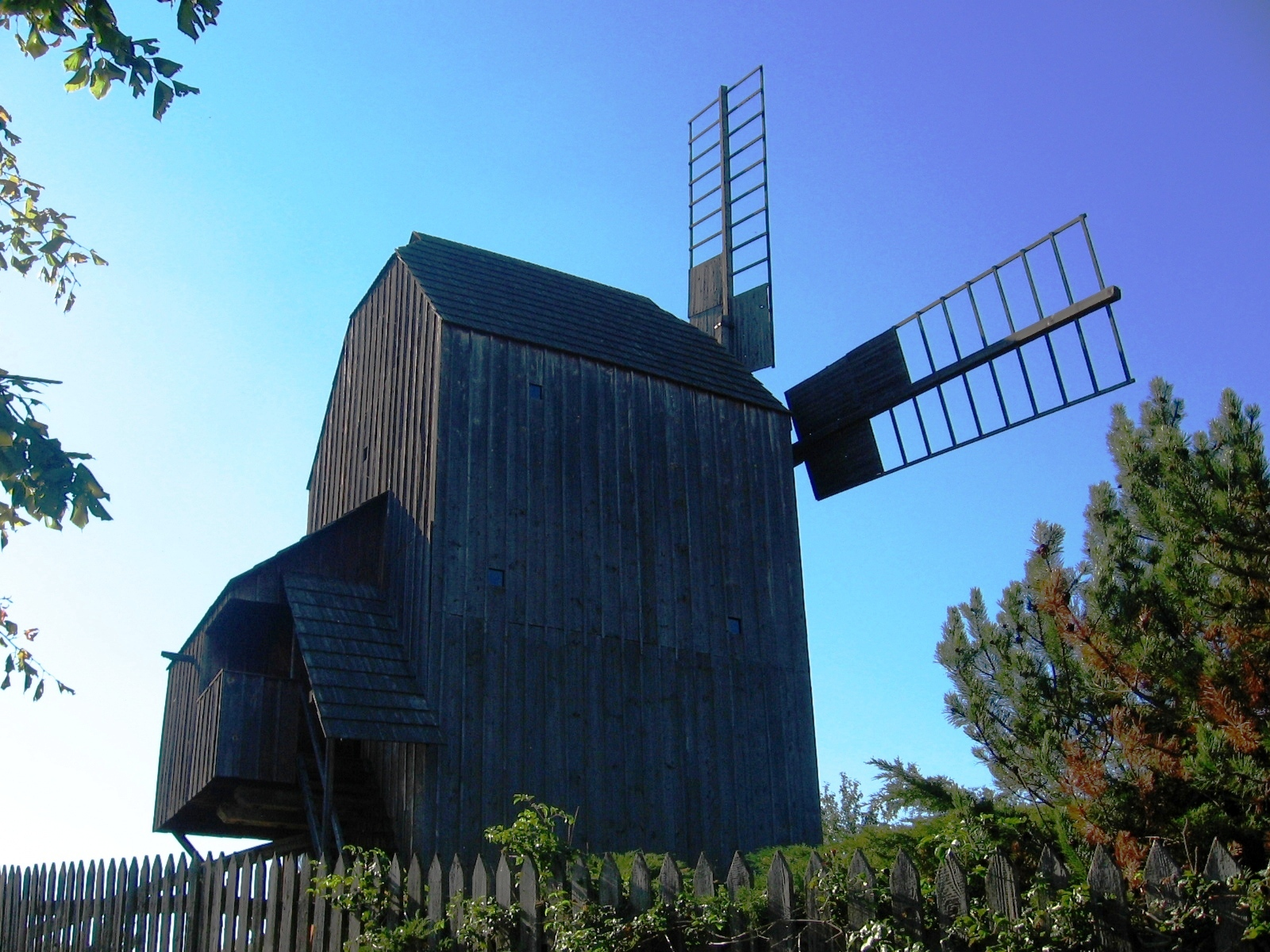
Windmühle

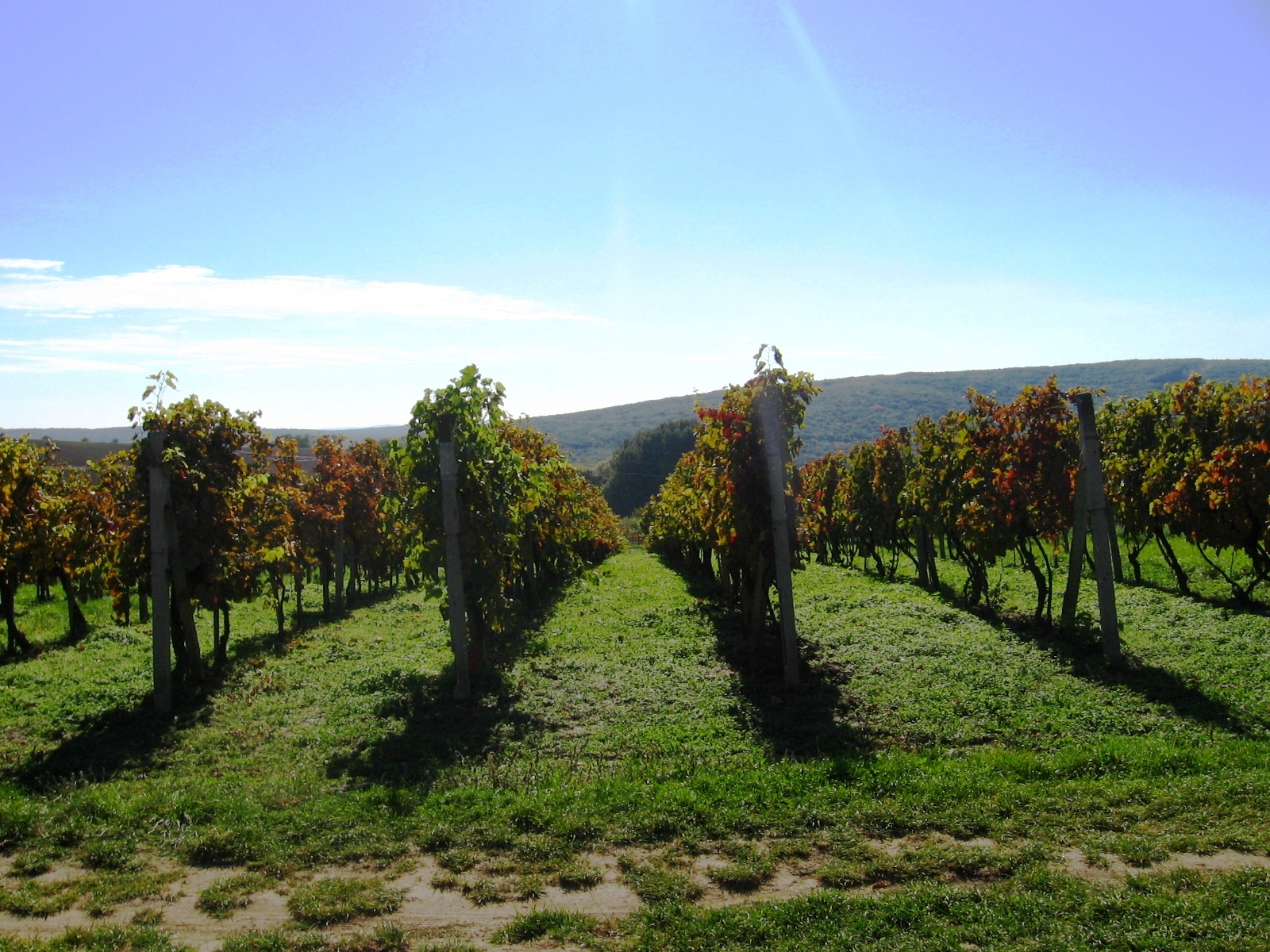
Weinberg

Klobouky u Brna (deutsch Klobouk bei Brünn) ist eine Stadt in Tschechien. Sie liegt 28 Kilometer südwestlich des Stadtzentrums von Brno und gehört zum Okres Břeclav.

## Geographie
Die südmährische Weinstadt befindet sich in den südwestlichen Ausläufern des Steinitzer Waldes (Ždánický les) am Übergang der Boleradická vrchovina zur Dambořická vrchovina. Klobouky liegt in der Quellmulde des Kloboucký potok. Südwestlich erhebt sich der Nedánov (368 m).
Nachbarorte sind Časkovec und Velké Hostěrádky im Norden, Bohumilice im Nordosten, Kašnice im Osten, Krumvíř und Brumovice im Südosten, Augustinov und Morkůvky im Süden, Boleradice im Südwesten, Diváky und Martinice im Westen sowie Šitbořice und Borkovany im Nordwesten.

## Geschichte
Archäologische Funde belegen eine Besiedlung des Stadtgebietes seit der Altsteinzeit. Erstmals urkundlich erwähnt wurde Klobuk im Jahre 1205.
Der Besitzer des Ortes und der Feste war bis 1228 Leo von Klobuk. Er war Kammerherr im Brünner und Olmützer Land und stiftete um 1204 das Kloster Obrowitz (Zábrdovice) bei Brünn. Als Witwer soll er in das Kloster eingetreten sein und seinen Besitz mitgebracht haben.
Am 14. Mai 1211 empfingen  Leo und König Ottokar I. Přemysl, die vierjährige Prinzessin Elisabeth von Thüringen auf „Clobuk“. Elisabeth war die Nichte des Königs und auf der Reise zur Wartburg in Thüringen, wo sie erzogen werden und den Sohn des dortigen Landgrafen heiraten sollte. Mir ihr reisten thüringische, hessische und andere Edle, sowie der päpstliche Legat und Erzbischof von Gnesen, Heinrich Kietlitz. Auf Clobuk gab der König ein Gastmahl zu Ehren seiner Nichte. Am nächsten Tag reiste die Gesellschaft nach Obrowitz, wo die Bischöfe Daniel von Prag, Robert von Olmütz, zahlreiche Äbte, Geistliche und der Adel Böhmens und Mährens zur Weihe der Klosterkirche „Maria Himmelfahrt“ bereits anwesend waren. Kardinal Kietlitz weihte im Hochamt die Kirche und den Hauptaltar, und die beiden Bischöfe die Seitenaltäre. Anschließend wurde ein weiteres Gastmahl gereicht und Hof gehalten.
Leo’s Wappen zeigt einen Eisenhut, der in den slowakischen Gebieten Mährens und Ungarns „Klobuk“ genannt wird und in späterer Zeit auch mit Blumen (zwei Rosen) beseitet wurde. Zahlreiche Ortschaften der Gegend gehörten der Familie Leo’s und wurden dem Kloster geschenkt, wie verschiedene Regeste belegen.
Wenzel II. erhob Klobouky 1298 zum Städtchen und verlieh ihm Marktprivilegien. Während der Hussitenkriege ging die Feste unter. 1589 ließ der Obrowitzer Abt Ambrosius von Teltsch an Stelle der wüsten Feste das Renaissanceschloss errichten.
Klobouky gehörte bis zur Säkularisation des Klosters Obrowitz im Jahre 1784 zu den klösterlichen Gütern. Diese erwarb 1789 der Hofrat Dornfeld vom Religionsfonds. Ab 1820 wurde Klobouky zum Sitz der Brüder Augustin und Ignatz, Ritter von Neuwall. Im Jahre 1850 lebten in dem Ort 2170 Menschen.
1881 erwarb Josef Duffek von Schwarzkirchen das Schloss. Im Jahre 1903 wurde das Volkskundliche Museum gegründet. 1908 wurde die Bahnstrecke Čejč–Ždánice fertiggestellt. Damit erhielt Klobouky einen Bahnhof, der jedoch im nahen Kašnice lag. Nach dem Tode Duffeks kaufte 1922 Marie Freifrau von Mitis das Schloss. 1932 erwarb die Gemeinde das inzwischen baufällige Objekt. Nach einer Sanierung wurde 1935 darin das Museum untergebracht.
1998 erfolgte die Einstellung des Personenverkehrs auf der Eisenbahnstrecke.

## Stadtgliederung
Die Stadt Klobouky u Brna besteht aus den Ortsteilen Bohumilice (Bohumielitz) und Klobouky u Brna (Klobouk), die zugleich Katastralbezirke bilden.  Grundsiedlungseinheiten sind Bohumilice, Klobouky u Brna  und Martinice (Martinetz).

## Sehenswürdigkeiten
- hölzerne Windmühle aus dem Jahre 1748. Bis 1896 standen südlich der Stadt noch vier Windmühlen, seit 1906 bildete die letzte Mühle das Wahrzeichen der Stadt. Diese brannte 1945 nieder. Im Jahre 1982 wurde die Windmühle von Pacetluky erworben und nach dreijähriger Renovierung 1985 am Standort der letzten alten Windmühle eingeweiht.
- Katholische Kirche St. Laurentius, erbaut 1655
- Evangelische Kirche, erbaut 1882–1883
- Kapelle St. Barbara am Markt, erbaut 1669
- Schloss Klobouky, erbaut 1589 und später mehrfach umgestaltet

## Persönlichkeiten
Tomáš Garrigue Masaryk (1850–1937), dessen Eltern ab 1870 auf dem Schloss Klobouk arbeiteten, kam als Student in die Stadt und schloss eine Freundschaft mit dem evangelischen Pfarrer und späteren mährischen Superintendenten Ferdinand Císař. Später weilte er mit seiner Frau Charlotte zu Privatbesuchen bei Císař.